# Janusz Kraszek
Janusz Jerzy Kraszek (ur. 9 grudnia 1953) – polski gracz w go, 5 dan.
W 1983 jako jedyny do tej pory Polak uzyskał tytuł mistrza Europy. Dwunastokrotnie zdobywał tytuł indywidualnego mistrza Polski (w latach 1979–1986, 1988–1989, 1993, 2003) i dwukrotnie mistrza Polski par (1999 z Emilią Grudzińską 1 k, 2004 z Katarzyną Koenig 1 dan).
Zajmował się również go komputerowym, jest autorem grającego w go programu Star of Poland. Program ten kilkukrotnie wygrywał w komputerowych mistrzostwach Europy (1987, 1990, 1994, 1995, 1997). Startował również w komputerowych mistrzostwach świata (najlepsze miejsce 2. w 1993).
W latach 1993–1997 Janusz Kraszek pełnił funkcję prezesa Polskiego Stowarzyszenia Go.
Obecnie właściciel firmy GoDan S.A.
Prywatnie mąż i ojciec. Córka Ewa Kraszek prowadzi własną działalność, syn Rafał Kraszek.

## Publikacje
- Janusz Kraszek: Świat Go, czyli Tajniki narodowej gry Japonii. Warszawa: Centralny Ośrodek Metodyki Upowszechniania Kultury, 1989. ISBN 83-7010-062-7. Brak numerów stron w książce
- Janusz Kraszek: Świat Go. Warszawa: Olesiejuk Sp. z o.o., 2008. ISBN 978-83-7588-688-7. Brak numerów stron w książce